# Athlītiko Sōmateio Nea Salamis Ammochōstou 2010-2011
Questa voce raccoglie le informazioni riguardanti l'Athlītiko Sōmateio Nea Salamis Ammochōstou nelle competizioni ufficiali della stagione 2010-2011.

## Maglie
| Casa | Trasferta |

## Rosa
| N. |                       | Ruolo | Calciatore            |
| -- | --------------------- | ----- | --------------------- |
| 1  | Cipro (bandiera)      | C     | Stefanos Voskaridis   |
| 2  | Ruanda (bandiera)     | C     | Louis Aniweta         |
| 3  | Brasile (bandiera)    | C     | José De Sousa         |
| 4  | Argentina (bandiera)  | D     | Fernando Ávalos       |
| 5  | Cipro (bandiera)      | C     | Theodoros Katsiaris   |
| 8  | Cipro (bandiera)      | C     | Liasos Louka          |
| 9  | Georgia (bandiera)    | A     | Klimenti Tsitaishvili |
| 10 | Portogallo (bandiera) | C     | Rui Lima              |
| 11 | Cipro (bandiera)      | A     | Andreas Kyprianou     |
| 15 | Francia (bandiera)    | D     | Jérémie Rodrigues     |
| 17 | Ungheria (bandiera)   | D     | Péter Tóth            |
| 20 | Cipro (bandiera)      | A     | Andreas Koullouris    |

| N. |                       | Ruolo | Calciatore            |
| -- | --------------------- | ----- | --------------------- |
| 21 | Cipro (bandiera)      | D     | Nikos Nicolaou        |
| 22 | Cipro (bandiera)      | C     | Prodromos Therapontos |
| 23 | Algeria (bandiera)    | D     | Nordine Sam           |
| 27 | Cipro (bandiera)      | D     | Nikos Photiou         |
| 29 | Cipro (bandiera)      | C     | Christos Modestou     |
| 33 | Portogallo (bandiera) | D     | Vítor Vinha           |
| 39 | Francia (bandiera)    | C     | Fayçal Nini           |
| 41 | Brasile (bandiera)    | P     | Sergio Vitori         |
| 72 | Croazia (bandiera)    | P     | Sandro Tomić          |
| 79 | Mozambico (bandiera)  | C     | Genito                |
| -  | Israele (bandiera)    | C     | Baruch Dego           |

## Risultati

### Seconda Divisione
In campionato chiude la prima fase al 2º posto con 48 punti. Nel girone di play-off conferma il 2º posto, ottenendo la promozione.

### Coppa di Cipro

#### Sedicesimi di finale
- Andata: Nea Salamis -  Ethnikos Achnas 0-2
- Ritorno:  Ethnikos Achnas - Nea Salamis 2-0

## Statistiche

### Statistiche di squadra
| Competizione      | Punti | In casa | In casa | In casa | In casa | In casa | In casa | In trasferta | In trasferta | In trasferta | In trasferta | In trasferta | In trasferta | Totale | Totale | Totale | Totale | Totale | Totale | DR  |
| Competizione      | Punti | G       | V       | N       | P       | Gf      | Gs      | G            | V            | N            | P            | Gf           | Gs           | G      | V      | N      | P      | Gf     | Gs     | DR  |
| ----------------- | ----- | ------- | ------- | ------- | ------- | ------- | ------- | ------------ | ------------ | ------------ | ------------ | ------------ | ------------ | ------ | ------ | ------ | ------ | ------ | ------ | --- |
| Seconda Divisione | 55    | 16      | ?       | ?       | ?       | ?       | ?       | 16           | ?            | ?            | ?            | ?            | ?            | 32     | 14     | 13     | 5      | 50     | 25     | +25 |
| Coppa di Cipro    | -     | 1       | 0       | 0       | 1       | 0       | 2       | 1            | 0            | 0            | 1            | 0            | 2            | 2      | 0      | 0      | 2      | 0      | 4      | -4  |
| Totale            | -     | 17      | ?       | ?       | ?       | ?       | ?       | 17           | ?            | ?            | ?            | ?            | ?            | 34     | 14     | 13     | 7      | 50     | 29     | +21 |